# Феба (дочь Урана)
Фе́ба (др.-греч. Φοίβη) — в древнегреческой мифологии титанида, дочь Урана и Геи, сестра и жена Коя, мать Лето и Астерии, бабушка Аполлона и Артемиды.
Феба — кормилица Аполлона. Она владела прорицалищем с храмом и оракулом в Дельфах после Фемиды, затем подарила его внуку. По имени своей бабки Аполлон именуется Фебом. После свержения Урана правила северной частью Земли вместе с мужем Коем до начала правления Зевса.

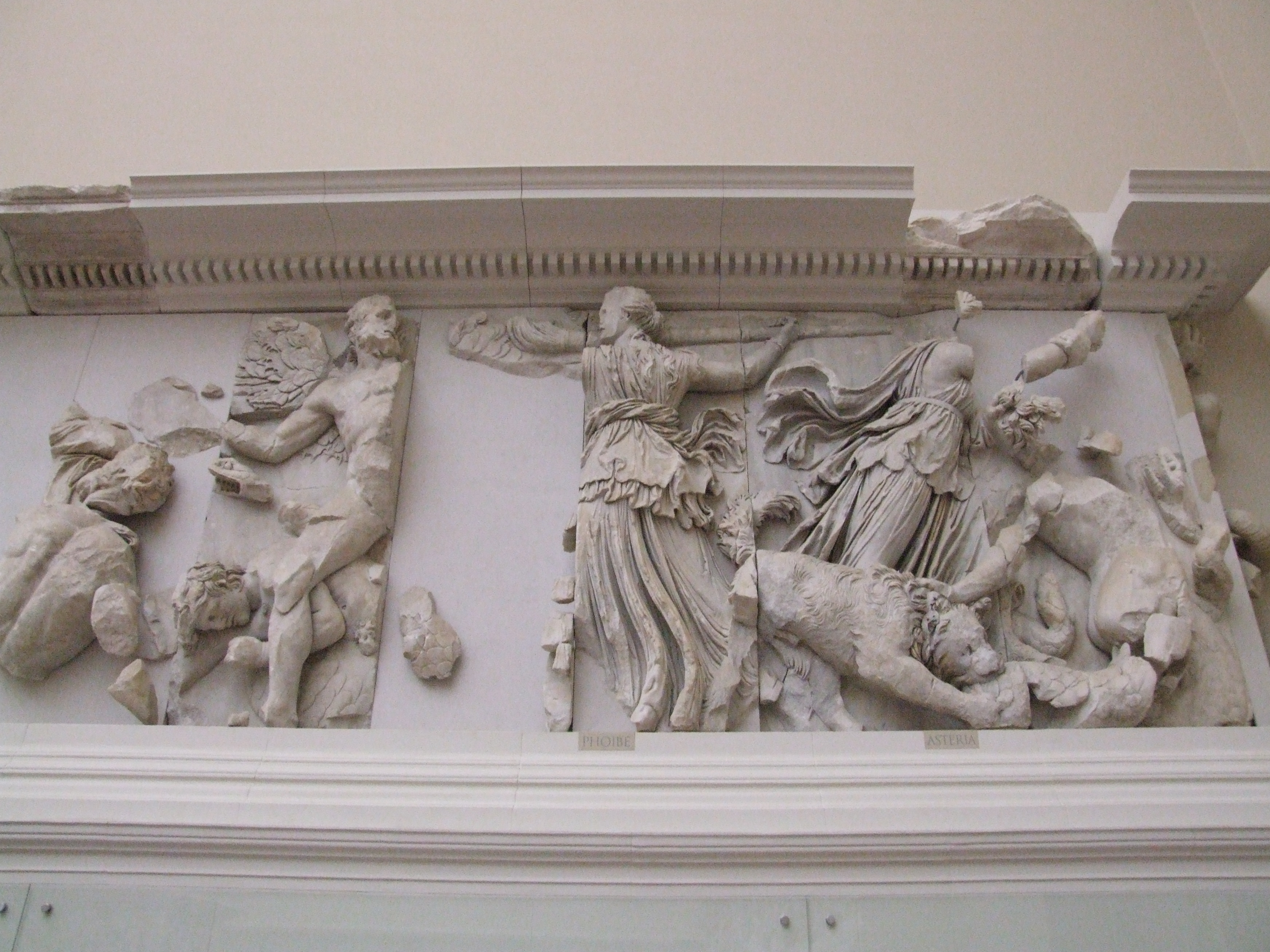
Феба и Астерия, Пергамский алтарь